# Carlos Canal
Carlos Canal Blanco (Xinzo de Limia, 28 juni 2001) is een Spaans veldrijder, wegwielrenner en mountainbiker die anno 2024 reed voor Movistar Team.
Canal won in 2019 en 2020 het Spaans kampioenschap veldrijden voor junioren. In 2024 ging hij rijden bij de Spaanse wielerploeg Movistar Team.

## Palmares

### Veldrijden
| Categorie | Seizoen | Wereldbeker | Superprestige | DVV Trofee | WK  | EK   | SK               | Overige | Totaal aantal zeges |
| --------- | ------- | ----------- | ------------- | ---------- | --- | ---- | ---------------- | ------- | ------------------- |
| Junioren  |         |             |               |            |     |      |                  |         |                     |
| 2017-2018 |         |             |               | 63e        | DNS | Goud | Abadiño          | 2       |                     |
| 2018-2019 |         |             |               | 7e         | DNS | Goud | Ametzaga de Zuia | 2       |                     |
| Totaal    | 0       | 0           | 0             | 0          | 0   | 2    | 2                | 4       |                     |
| Beloften  |         |             |               |            |     |      |                  |         |                     |
| 2019-2020 |         |             |               | DNS        | DNS | 5e   |                  | 0       |                     |
| Totaal    | 0       | 0           | 0             | 0          | 0   | 0    | 0                | 0       |                     |

### Overwinningen
2022
Bergklassement Ronde van Bretagne

#### Resultaten in voornaamste wedstrijden
| Jaar | Ronde van Italië | Ronde van Frankrijk | Ronde van Spanje |
| ---- | ---------------- | ------------------- | ---------------- |
| 2020 |                  |                     |                  |
| 2021 |                  |                     | 106e             |
| 2022 |                  |                     | 84e              |
| 2023 |                  |                     |                  |
| 2024 |                  |                     | 70e              |
| 2025 |                  |                     |                  |

| Jaar | Milaan-San Remo | Gent-Wevelgem | Ronde van Vlaanderen | Amstel Gold Race | Luik-Bast.‑Luik | Waalse Pijl | Parijs-Tours | Strade Bianche |
| ---- | --------------- | ------------- | -------------------- | ---------------- | --------------- | ----------- | ------------ | -------------- |
| 2020 |                 |               |                      |                  |                 |             | 117e         |                |
| 2021 |                 |               |                      |                  |                 |             |              |                |
| 2022 |                 |               |                      |                  |                 |             |              |                |
| 2023 |                 |               |                      |                  |                 |             |              |                |
| 2024 | 49e             |               | 77e                  | 105e             | opgave          | 38e         |              | 25e            |
| 2025 | 31e             | 20e           | 51e                  |                  |                 |             |              | 64e            |

## Ploegen
- 2020 –  Burgos-BH
- 2021 –  Burgos-BH
- 2022 –  Euskaltel-Euskadi
- 2023 –  Euskaltel-Euskadi
- 2024 –  Movistar Team
- 2025 –  Movistar Team

Angulo · Aristi · Azparren · Azurmendi · Ballarin · Bizkarra · Bou · Canal · Cuadrado · Etxeberria · Goikoetxea · Iribar · Irizar · Isasa · Iturria · Juaristi · Lobato · Martín · Maté ·  Soto · Lasa (stagiair) · Mintegui (stagiair)
E. Azparren · X. Azparren · Azurmendi · Ballarin · Berasategi · Bizkarra · Bou · Canal · Cuadrado · Etxeberria · Goikoetxea · Iribar · Isasa · Iturria · Juaristi · Lobato · López de Abetxuko · Martín · Maté ·  Soto
Aranburu · Arcas · Barrenetxea · Barta · Canal · Cavagna · Cimolai · Formolo · García · Gaviria · Guerreiro · Jacobs · Lazkano · Mas · Milesi · Moro · Mühlberger · Norsgaard · Oliveira · Pedrero · Quintana · Rangel Costa (tot 19/8) · Romeo · Romo · Rubio · Samitier · Serrano · Sosa · Torres